# Division d'Honneur 1926-1927
La Division d'Honneur 1926-1927 è stata la 27ª edizione della massima serie del campionato belga di calcio disputata tra il settembre 1926 e il giugno 1927 e conclusa con la vittoria del RCS Brugeois, al suo secondo titolo.
Capocannoniere del torneo fu Lucien Fabry (Standard CL), con 28 reti.

## Formula
Come nella stagione precedente le squadre partecipanti furono 14 e disputarono un turno di andata e ritorno per un totale di 26 partite.
Le ultime due classificate retrocedettero in Division 1.

## Squadre
| Squadra                  | Città        | Stadio | Stagione 1925-1926  |
| ------------------------ | ------------ | ------ | ------------------- |
| Standard Liegi           | Liegi        |        | 2°                  |
| Berchem Sport            | Anversa      |        | 6°                  |
| Racing Club de Bruxelles | Uccle        |        | Promotion           |
| RC Malines               | Malines      |        | 8°                  |
| RFC Brugeois             | Bruges       |        | 10°                 |
| Beerschot AC             | Anversa      |        | Campione del Belgio |
| RCS Brugeois             | Bruges       |        | 5°                  |
| Anversa                  | Anversa      |        | 7°                  |
| Union Saint-Gilloise     | Saint-Gilles |        | 4°                  |
| Daring Club de Bruxelles | Bruxelles    |        | 3°                  |
| ARA La Gantoise          | Gand         |        | 9°                  |
| FC Malinois              | Malines      |        | Promotion           |
| RRC de Gand              | Gand         |        | 11°                 |
| CS La Forestoise         | Forest       |        | Promotion           |

## Classifica finale
|                   | Pos. | Squadra                     | Pt | G  | V  | N  | P  | GF | GS | DR  |
| ----------------- | ---- | --------------------------- | -- | -- | -- | -- | -- | -- | -- | --- |
| Belgio (bandiera) | 1.   | RCS Brugeois                | 35 | 26 | 14 | 7  | 5  | 64 | 44 | +20 |
|                   | 2.   | R. Beerschot AC             | 33 | 26 | 14 | 5  | 7  | 53 | 31 | +22 |
|                   | 3.   | Standard Liegi              | 32 | 26 | 14 | 4  | 8  | 85 | 58 | +27 |
|                   | 4.   | Daring Club de Bruxelles SR | 32 | 26 | 11 | 10 | 5  | 49 | 46 | +3  |
|                   | 5.   | Berchem Sport               | 29 | 26 | 11 | 7  | 8  | 51 | 43 | +8  |
|                   | 6.   | Union Royale Saint-Gilloise | 27 | 26 | 12 | 3  | 11 | 55 | 47 | +8  |
|                   | 7.   | RRC de Gand                 | 26 | 26 | 9  | 8  | 9  | 61 | 59 | +2  |
|                   | 8.   | RFC Brugeois                | 26 | 26 | 10 | 6  | 10 | 51 | 56 | -5  |
|                   | 9.   | ARA La Gantoise             | 26 | 26 | 11 | 4  | 11 | 56 | 63 | -7  |
|                   | 10.  | RC Malines                  | 24 | 26 | 8  | 8  | 10 | 58 | 45 | 13  |
|                   | 11.  | Anversa                     | 22 | 26 | 8  | 6  | 12 | 41 | 56 | -15 |
|                   | 12.  | Racing Club de Bruxelles    | 21 | 26 | 7  | 7  | 12 | 40 | 60 | -20 |
|                   | 13.  | FC Malinois                 | 17 | 26 | 6  | 5  | 15 | 46 | 63 | -17 |
|                   | 14.  | CS La Forestoise            | 14 | 26 | 4  | 6  | 16 | 43 | 83 | -40 |

Legenda:

      Campione del Belgio
      Retrocesso in Division 1
Note:

Due punti a vittoria, uno a pareggio, zero a sconfitta.

### Verdetti
- RCS Brugeois campione del Belgio 1926-27.
- FC Malinois e CS La Forestoise retrocesse in Division I.